# Asclepias neglecta
Asclepias neglecta är en oleanderväxtart som beskrevs av William Botting Hemsley. Asclepias neglecta ingår i släktet sidenörter, och familjen oleanderväxter. Inga underarter finns listade i Catalogue of Life.